# Hiến Nam
Hiến Nam là một phường thuộc thành phố Hưng Yên, tỉnh Hưng Yên, Việt Nam.

## Địa lý
Phường Hiến Nam có vị trí địa lý:
- Phía đông giáp xã Liên Phương
- Phía tây giáp phường Lam Sơn và Sông Hồng
- Phía nam giáp phường Lê Lợi và phường Minh Khai
- Phía bắc giáp phường An Tảo

Phường Hiến Nam có diện tích 3,65 km², dân số năm 2019 là 10.651 người, mật độ dân số đạt 2.922 người/km².

## Lịch sử
Ngày 4 tháng 1 năm 1982, Hội đồng Bộ trưởng  ban hành Quyết định 02-HĐBT về việc điều sáp nhập xã Hiến Nam của huyện Kim Thi vào thị xã Hưng Yên quản lý.
Ngày 24 tháng 2 năm 1997, Chính phủ ban hành Nghị định 17-CP về việc thành lập phường Hiến Nam trên cơ sở toàn bộ 721,5 ha diện tích tự nhiên và 12.486 nhân khẩu của xã Hiến Nam.
Ngày 23 tháng 9 năm 2003, Chính phủ ban hành Nghị định 108/2003/NĐ-CP về việc:
- Thành lập phường An Tảo trên cơ sở điều chỉnh 322,56 ha diện tích tự nhiên và 8.444 nhân khẩu của phường Hiến Nam
- Điều chỉnh 48,76 ha diện tích tự nhiên và 1.565 nhân khẩu của phường Hiến Nam về phường Lê Lợi quản lý
- Điều chỉnh 1,40 ha diện tích tự nhiên và 240 nhân khẩu của phường Lê Lợi về phường Hiến Nam quản lý
- Điều chỉnh 9,48 ha diện tích tự nhiên và 15 nhân khẩu của phường Lam Sơn về phường Hiến Nam quản lý.

Sau khi điều chỉnh địa giới hành chính, phường Hiến Nam có 351,56 ha diện tích tự nhiên và 5.338 nhân khẩu.
Ngày 19 tháng 1 năm 2009, Thủ tướng Chính phủ ban hành Nghị định 04/NĐ-CP về việc thành lập thành phố Hưng Yên thuộc tỉnh Hưng Yên. Phường Hiến Nam thuộc thành phố Hưng Yên.